# R. Thomas Zoeller
R. Thomas Zoeller (* um 1950) ist ein Biologe. Er ist emeritierter Professor an der University of Massachusetts in den U.S.A. Zudem ist er Gastprofessor an der School of Science and Technology der Universität Örebro in Schweden.
Er befasst sich insbesondere mit Fragen der endokrinen Disruption und der Gesundheitspolitik. Zu seinen Forschungsgebieten gehören die Wirkung von Schilddrüsenhormonen auf die Gehirnentwicklung und die Beeinträchtigung der Wirkung von Schilddrüsenhormonen durch Umweltchemikalien.

## Laufbahn
Nachdem er 1977 an der Indiana University ein Bachelorstudium abgeschlossen hatte, wechselte er an die Oregon State University, wo er 1984 seine Dissertation abschloss.
Früh in seiner Laufbahn befasste er sich mit molekularer Neuroendokrinologie an den National Institutes of Health in Bethesda in Maryland.
Laut Google Scholar verfügt Zoeller über einen h-Index von 71.

## Publikationen (Auswahl)
- R. Thomas Zoeller: Regulation of Endocrine-Disrupting Chemicals Insufficient to Safeguard Public Health. In: The Journal of Clinical Endocrinology and Metabolism. Band 99, Nr. 6, 1. Juni 2014, S. 1993–1994, doi:10.1210/jc.2014-2285.
- Åke Bergman, Jerrold J. Heindel, Tim Kasten, Karen A. Kidd, Susan Jobling, Maria Neira, R. Thomas Zoeller, Georg Becher, Poul Bjerregaard, Riana Bornman, Ingvar Brandt, Andreas Kortenkamp, Derek Muir, Marie-Noël Brune Drisse, Roseline Ochieng, Niels E. Skakkebaek, Agneta Sundén Byléhn, Taisen Iguchi, Jorma Toppari, Tracey J. Woodruff: The Impact of Endocrine Disruption: A Consensus Statement on the State of the Science. In: Environmental Health Perspectives. Band 121, Nr. 4, April 2013, doi:10.1289/ehp.1205448, PMID 23548368, PMC 3620733 (freier Volltext).
- Thomas L. Wadzinski, Katherine Geromini, Judy McKinley Brewer, Ruby Bansal, Nadia Abdelouahab, Marie-France Langlois, Larissa Takser, R. Thomas Zoeller: Endocrine Disruption in Human Placenta: Expression of the Dioxin-Inducible Enzyme, Cyp1a1, Is Correlated With That of Thyroid Hormone-Regulated Genes. In: The Journal of Clinical Endocrinology and Metabolism. Band 99, Nr. 12, Dezember 2014, S. E2735–E2743, doi:10.1210/jc.2014-2629, PMID 25299844, PMC 4255108 (freier Volltext).
- Elise Naveau, Anneline Pinson, Arlette Gérard, Laurent Nguyen, Corinne Charlier, Jean-Pierre Thomé, R. Thomas Zoeller, Jean-Pierre Bourguignon, Anne-Simone Parent: Alteration of Rat Fetal Cerebral Cortex Development after Prenatal Exposure to Polychlorinated Biphenyls. In: PLoS ONE. Band 9, Nr. 3, 18. März 2014, S. e91903, doi:10.1371/journal.pone.0091903, PMID 24642964, PMC 3958407 (freier Volltext).